# Notoxus parvidens
Notoxus parvidens là một loài bọ cánh cứng trong họ Anthicidae. Loài này được Fall miêu tả khoa học năm 1932.